# برج موشه آویو
برج موشه آویو (به عبری: מגדל משה אביב) آسمان‌خراشی واقع در رمت گن شمالی در اسرائیل است. این برج ۶۸ طبقه به طور عامیانه با نام نخستینش دروازه شهر (به عبری: שער העיר) شناخته می‌شود. برج موشه آویو بلندترین ساختمان در اسرائیل است.

## نگارخانه

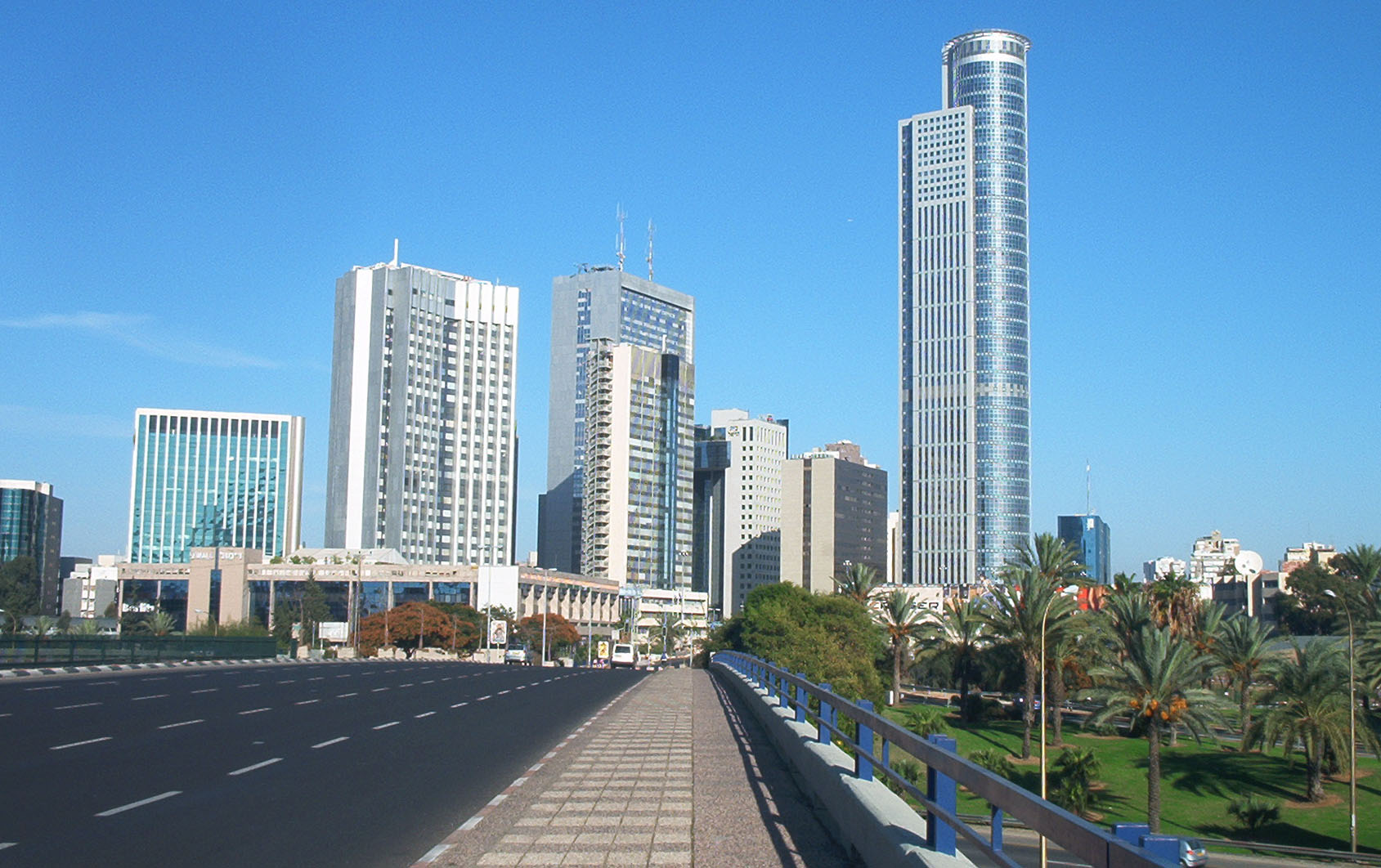
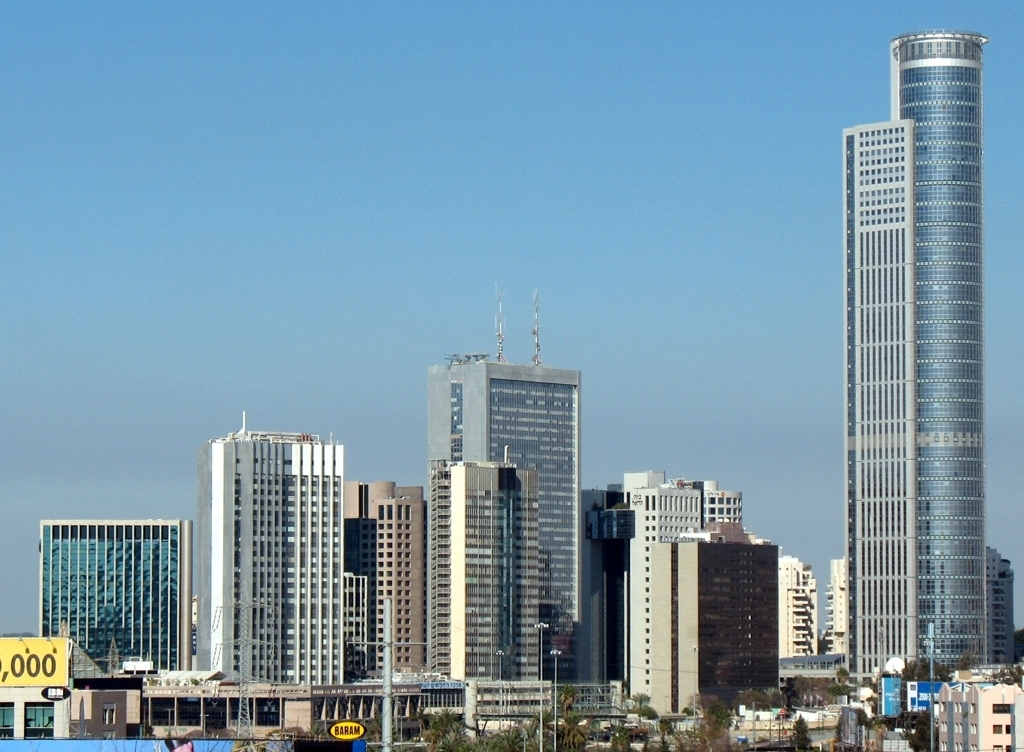
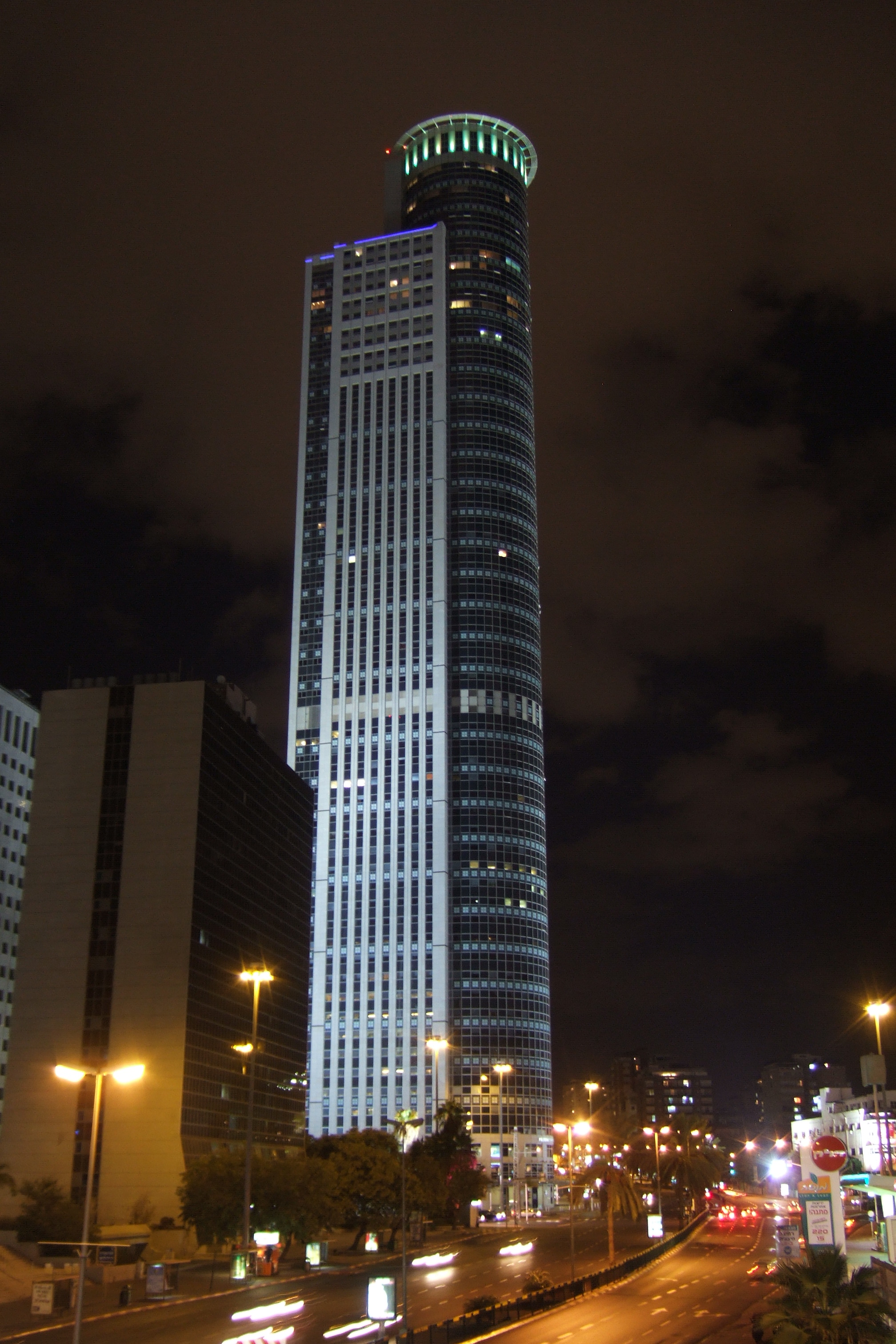
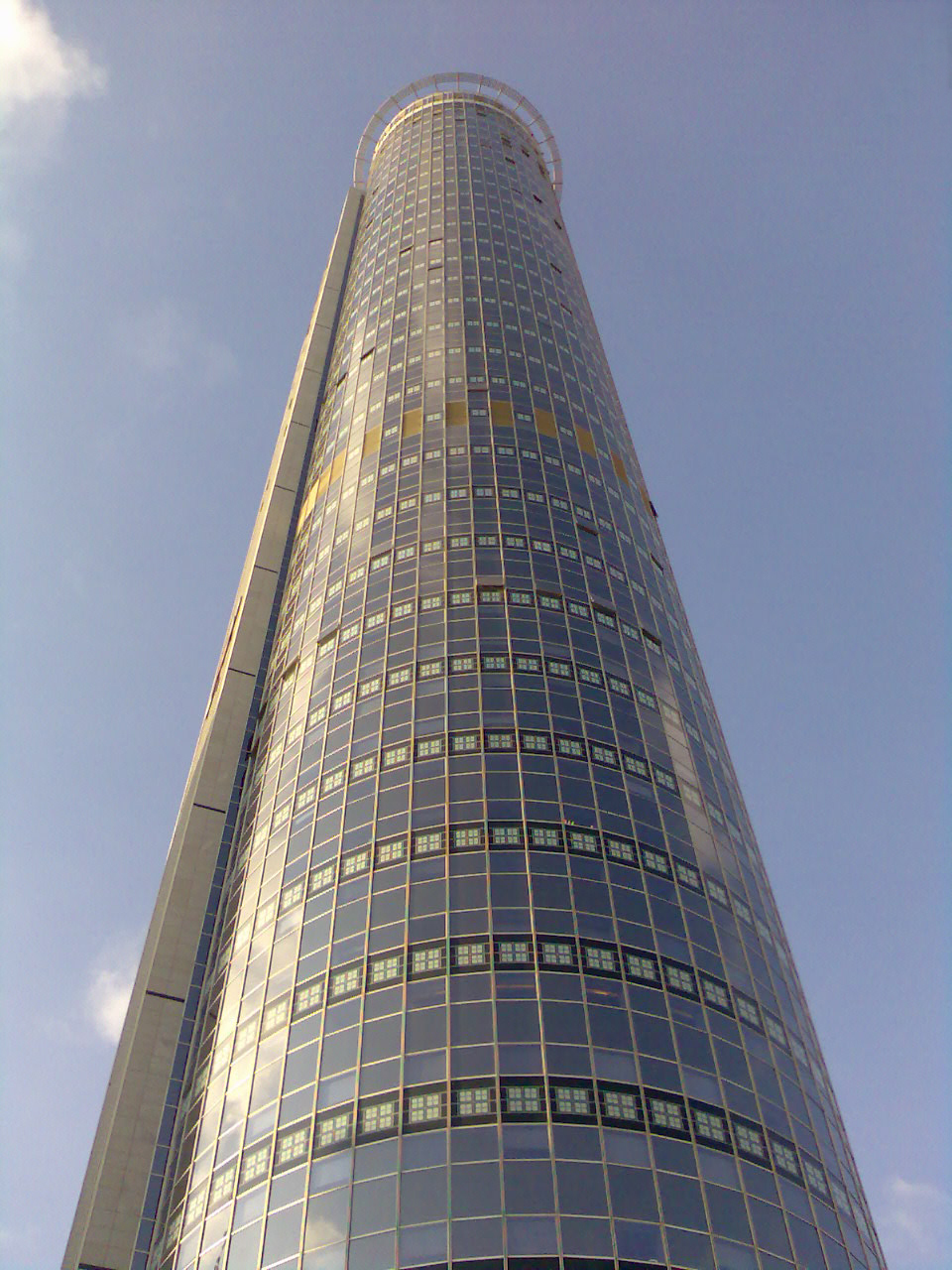